# Ítalo Perea
Ítalo Antonio Perea Castillo (* 10. Juni 1993 in Esmeraldas) ist ein ecuadorianischer Boxer. Perea war panamerikanischer Meister 2010, Gewinner der Panamerikanischen Spiele 2011 und Teilnehmer der Olympischen Spiele 2012.

## Karriere
Perea war in der Jugend (U17) panamerikanischer Meister und Vizeweltmeister 2009 im Halbschwergewicht (-81 kg). Bei den Junioren (U19) gewann er 2010 die panamerikanischen Meisterschaften. Im selben Jahr nahm er erstmals an den Panamerikanischen Meisterschaften der Männer teil und konnte diese mit einem Finalsieg über Julio César La Cruz, Kuba (10:9), gewinnen.
Bei den Panamerikanischen Spielen 2011 gewann Perea im Superschwergewicht (+91 kg) nach Siegen u. a. gegen Gerardo Bisbal, Puerto Rico (KO 2.) und Juan Isidro Hiracheta, Mexiko (20:13), die Goldmedaille.
Nachdem Perea 2012 das amerikanische Olympiaqualifikationsturnier in Rio de Janeiro gewonnen hatte, nahm er an den Olympischen Spielen 2012 teil, bei denen er jedoch im ersten Kampf gegen den Titelverteidiger Roberto Cammarelle, Italien (18:10), verlor.